# Mourad Boughedir
Mourad Boughedir (in arabo مراد بوغدير‎?; Mulhouse, 1º ottobre 1976) è un ex cestista francese con cittadinanza algerina.

## Carriera
Con l'Algeria ha disputato i Campionati mondiali del 2002 e tre edizioni dei Campionati africani (2001, 2003, 2005).